# Estatueta de Ganímedes

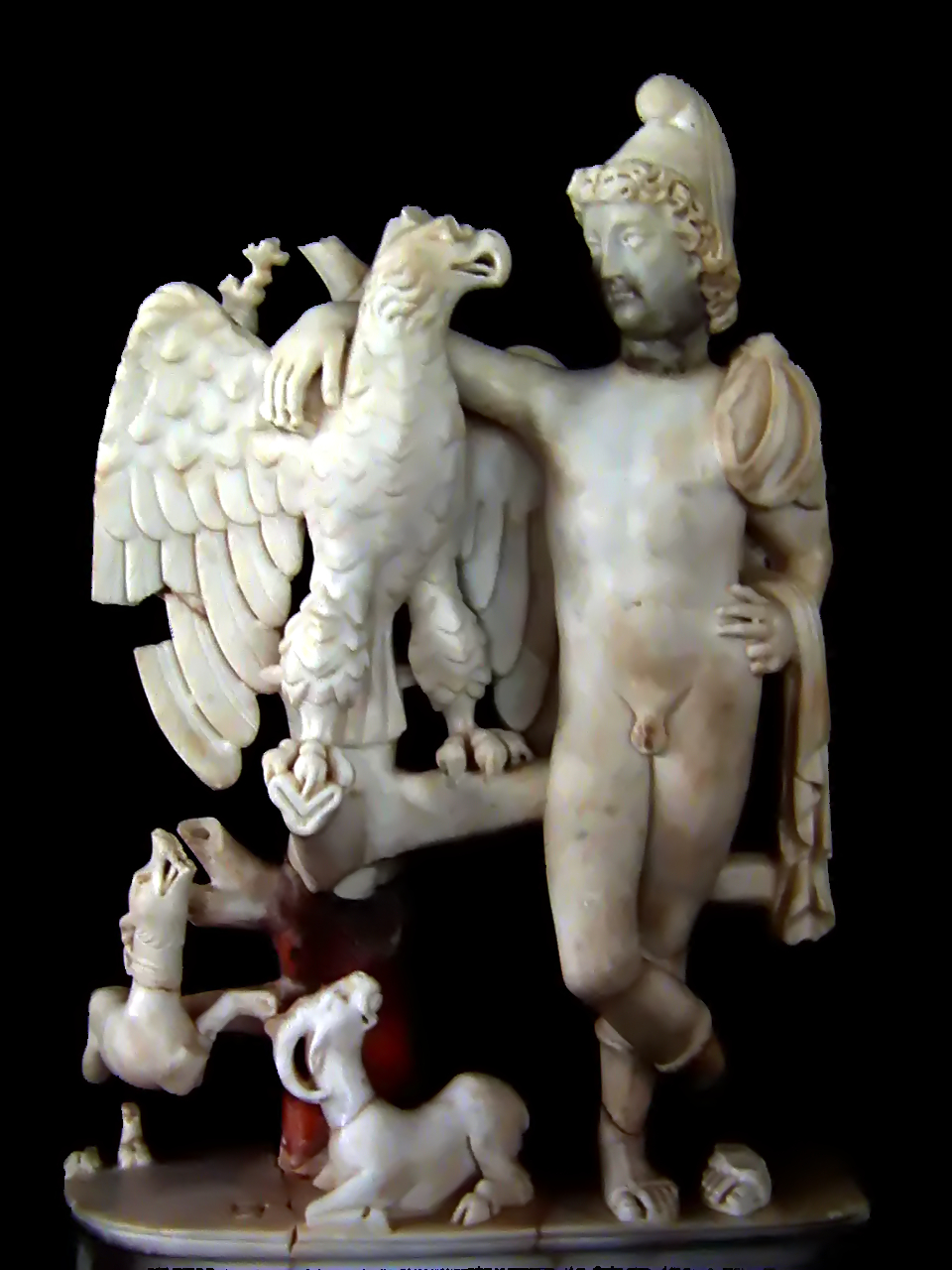
Estatueta de Ganímedes.

A Estatueta de Ganímedes é uma escultura de mármore datada entre os séculos IV e V; foi descoberta em um local arqueológico de Cartago, Tunísia, por uma equipe de arqueólogos americanos nos finais dos anos 70, como parte de uma operação da Unesco "Para salvar Carthage". Representa Ganímedes ao lado de Zeus, que assumiu a aparência de uma águia. Um cão e uma cabra sonolenta complementam o grupo escultural.
Recuperado em fragmentos, a estatueta foi cuidadosamente restaurada e exibida em um pequeno museu do local. "Apesar do seu pequeno tamanho, o grupo escultural é muito expressivo" e está em um "estado incrível", de acordo com os estudos realizados por Elaine K. Gazda. "Uma descoberta sem precedentes" no local arqueológico de Carago, esta escultura também é emblemática da qualidade das obras que circularam na África romana durante a antiguidade tardia.
Sua história mais recente, com seu assalto no início de novembro de 2013 no seu local de conservação, é de facto também um testemunho não só das ameaças ao património histórico e arqueológico dos países afectados pela transição da primavera árabe, mas sobretudo a demonstração dos meios insuficientes das consequências das autoridades responsáveis na conservação do património. A estatueta foi encontrada em 26 de janeiro de 2017 pelos serviços da polícia judicial tunisina.

## Contexto arqueológico e roubo
A estatueta foi encontrada em 17 fragmentos em um depósito de uma casa das cadeias gregas.

### Contexto arqueológico
A casa, equipada com um peristilo e fontes, que data do primeiro século, conheceu numerosos confortos, incluindo um muito importante ao redor do ano 400. A casa também foi parcialmente escavada.
Embora as escavações dos mosaicos tenham revelado mosaicos em muitos cómodos, o nome vem do mosaico representando quatro carros designados por um nome grego: quatro carruagens estão de pé em seus carros, que não são preservados como cavalos e prontos para começar, cada um com um chicote e rédeas. Eles representam uma equipe ou facção do circo romano: Euphumos (azul), Domninos (branco), Euthumis (verde) e Kephalon (vermelho). Esses nomes são provavelmente os carros mais famosos. Este mosaico adornava o limiar de um triclinium ou oecus, do alpendre sul da casa. 

### Historia antiga e redescobrimento
O depósito em que a estatueta foi encontrado está localizado sob o triclínio da casa, limpo durante a campanha de escavações, em 1977. Foi enviado para o Museu de Arqueologia de Kelsey para estudo e conservação em 1978 e, em seguida, restaurado em 1980 em um escritório especializado em Nova York.
A estatueta provavelmente é quebrada acidentalmente antes da colocação, e é objecto de uma restauração na antiguidade com o uso de pontas de ferro. O depósito em que se encontra é de origem pública. As cisternas ou depósitos foram importantes em Cartago devido à escassez de fontes e muitas vezes usado continuamente entre o período púnico, especialmente a partir do século III a.C., e a era muçulmana, porque foi reparado e limpo regularmente ao longo de vários séculos. Após o abandono da recepção de água, estes depósitos serviram como "aterros sanitários", As escavações estão a limpar muitos ossos de animais e peixes, bem como cerâmica de casa, até moedas. Desperdícios, sem dúvida, de uma cozinha,  e elementos de estátuas de grupos de convés, datados do meio, e talvez o terceiro quarto do século V,  e início do século VI.
O terreno em que está construída a vila foi explorada pela primeira vez por arqueólogos na Tunísia entre 1970-1971. A câmara dos cavaleiros gregos foi escavada em 1975 e entre 1976 e 1978; estas escavações faziam parte da campanha internacional da Unesco "para salvar Cartago.". A exploração do campo foi confiada a uma equipa tunisina do Instituto Nacional de Arqueologia e Arte dirigido por Liliane Ennabli e instituições norte-americanas, nomeadamente a Escola Americana de Pesquisa Oriental e o Museu de Arqueologia de Kelsey, liderada por John H. Humphrey. Embora o local contenha os primeiros níveis de vestígios do período púnico ou do Império Romano Superior, a equipe escolheu privilegiar as escavações dos níveis da época bizantina e vândala, períodos bastante desconhecidos da história da cidade.

## Roubo e consequências
A estatueta foi roubada na noite de 8 de novembro de 2013, durante o serviço de guarda de três agentes. O achado arqueológico é considerado sem valor comercial por causa de sua celebridade no mundo e, portanto, poderia ter sido roubado para integrar a rede oficial de vendas de arte. O roubo foi relatado à Interpol.
Este evento provoca uma onda de emoções, especialmente na internet e nas redes sociais, onde o assalto é descrito como "Ganímedes, assassinato da memória tunisina". No entanto, as reacções desaparecem muito rapidamente.
Nos dias seguintes, as autoridades tunisinas decidiram reforçar medidas de segurança em museus e sítios arqueológicos.
Desde 17 de novembro, o diretor-geral do Instituto Nacional do Património (INP), Adnan Louichi, evocou um direito de resposta após um artigo controverso em La Presse de Tunisie, já que "estamos trabalhando de acordo com os meios à nossa disposição, um nível de urgência é recomendada para os nossos museus, a pobreza do nosso parque de estacionamento nos paralisa e nos impede de garantir adequadamente o monitoramento de nossos sítios arqueológicos, a frágil situação de segurança no país, infelizmente encoraja todas as formas de crime, essas construções dos anarquistas invadem nossas medinas e os arredores de nossos monumentos mais prestigiados, que as dezenas de ordens de demolição obtidas pelo INP contra elas nunca foram executadas pelos serviços competentes." O diretor aponta problemas orçamentais e legais, além do contexto dos eventos mais recentes que afectam o país, na continuidade da revolução de 2011. Ele também menciona a opção de deixar essa obra de arte em um pequeno museu, necessariamente longe do fluxo de visitantes; esta fragilidade do local da exposição provocou um debate no início dos anos 2000 por razões de segurança por alguns anos.
Os suspeitos foram presos rapidamente, um dos quais morreu no hospital em 27 de novembro de 2013. Depois de surgir um rumor de que a escultura foi encontrada, a descoberta é negada rapidamente pelas autoridades, não tendo a estatueta sido encontrada e desconhecia-se o nome do patrocinador ou patrocinadores do assalto.
O Ministério do Interior anunciou em 27 de janeiro de 2017 que havia encontrado a estatueta no dia anterior. Um dos suspeitos presos em novembro de 2015 permitiu que seu cúmplice fosse preso na posse da estátua a ser vendida. Em 3 de abril, o Tribunal Penal de Primeira Instância da Tunísia condenou um funcionário do museu da Cartago e seu cúmplice a quinze anos de prisão pelo roubo da estátua.

## Bibliografía
- Baratte, François (1996). Histoire de l’art antique : L’art romain (em francês). [S.l.]: Manuels de l’école du Louvre - La documentation française. ISBN 978-2-711-83524-9
- Ennabli, Abdelmajid (1987). «La campagne internationale de sauvegarde de C arthage. Fouilles et recherches archéologiques 1973-1987. Premiers bilans». Comptes rendus de l'Académie des inscriptions et belles-lettres (em francês). 131 (2). pp. 407–438
- Ennabli, Abdelmajid; Fradier, Georges; Pérez, Jacques (1995). Carthage retrouvée (em francês). [S.l.]: Cérès/Herscher. ISBN 978-2-733-50255-6
- Gazda, Elaine K. (1981). «Ganymede and the Eagle: A Marble Group from Carthage». Archaeology (em inglês). 34 (4). pp. 56–60
- Gazda, Elaine K. (1980). «A new Ganymede from Carthage». American Journal of Archaeology (em inglês). 84 (2). 208 páginas
- K. Gazda, Elaine (1981). «A Marble Group of Ganymede and the Eagle from the Age of Augustine». Excavations at Carthage conducted by the University of Michigan (em inglês). VI « 1977 ». [S.l.]: Kelsey Museum of Archaeology. pp. 125–178
- Harbi-Riahi, Mounira (1986). 30 ans au service du patrimoine, de la Carthage des Phéniciens à la Carthage de Bourguiba (em francês). Tunis: Ministère des Affaires culturelles/INAA
- Humphrey, John H. (1992). «Pied du versant est de Byrsa : l'évolution d'un quartier». Pour sauver Carthage. Exploration et conservation de la cité punique, romaine et byzantine (em francês). [S.l.]: Unesco/INAA. pp. 165–176. ISBN 978-9-232-02782-5
- Stirling, Lea Margaret (2005). The Learned Collector: Mythological Statuettes and Classical Taste in Late Antique Gaul (em inglês). [S.l.]: University of Michigan Press. ISBN 978-2-733-50255-6